# Косталунга (Удине)
Косталунга је насеље у Италији у округу Удине, региону Фурланија-Јулијска крајина.
Према процени из 2011. у насељу је живело 2 становника. Насеље се налази на надморској висини од 600 м.